# EudraPharm
EudraPharm (European Union Drug Regulating Authorities Pharmaceutical Database) war ein von der Europäischen Arzneimittel-Agentur (EMA) bereitgestelltes Arzneimittelverzeichnis mit Produktinformationen (Fachinformation und Patienteninformation/Packungsbeilage) zu im zentralisierten Verfahren zugelassenen Arzneimitteln. Die Datenbank war für alle Bürger im Internet einsehbar, die sich dadurch unbürokratisch und kostenfrei offizielle deutschsprachige Fachinformationen einsehen. 
Im Juni 2019 wurde EudraPharm außer Betrieb genommen. Die Informationen werden nun direkt über das Portal der EMA zur Verfügung gestellt.
Rechtsgrundlage für die Bereitstellung sind die Artikel 57(1)l und 57(2) der Verordnung (EG) Nr. 726/2004.